# Helmut Looß
Helmut Wilhelm Arno Alfred Looß (* 31. Mai 1910 in Eisenach; † 25. November 1988 in Lilienthal), nach dem Ende des Zweiten Weltkriegs als Helmut Gessert bzw. Helmut Looss in Bremen untergetaucht, war ein deutscher SS-Obersturmbannführer beim Sicherheitsdienst des Reichsführers SS (SD) im Reichssicherheitshauptamt (RSHA) der Abteilung VI. Er war im Zweiten Weltkrieg an mehreren Kriegsverbrechen in Litauen, Ukraine, Belarus und Italien beteiligt. Zwar wurde mehrfach gegen ihn ermittelt, aber Looß wurde nie angeklagt.

## Leben

### Jugend und Ausbildung
Helmut Looß wurde als zweites Kind eines Glasermeisters geboren. Nach dem Ersten Weltkrieg war er stark von der Kriegsniederlage und von einer Skepsis gegenüber der Weimarer Republik geprägt. Nach sieben Jahren Volksschule besuchte er die Deutsche Aufbauschule, die ihm in der Zeit der Weimarer Republik die Möglichkeit bot, die Hochschulreife zu erwerben. Zusätzlich hatte die Aufbauschule den Status einer Lehrerbildungsanstalt, so dass er nach dem Ende des Zweiten Weltkriegs einen Lehrer-Abschluss erlangen und untertauchen konnte.
1930 legte Looß das Abitur ab und begann im gleichen Jahr ein Jura-Studium an der Friedrich-Wilhelm-Universität Berlin, das er nach zwei Semestern beendete. Er ging anschließend an die Universität Königsberg, wo er neben Jura auch zwei Semester Philosophie belegte. Nach drei Semestern Jura in Königsberg studierte er zwei Semester Staatsphilosophie an der Universität Göttingen. Als Student gelang schnell der Anschluss an rechtsorientierte Studentengruppen und er war völkisch aktiv und gehörte dem Hochschulring deutscher Art an. Seinen Lebensunterhalt bestritt er als Haus- und Dorfschullehrer. Dieser Hochschulring war ein Zusammenschluss aller rechtsgerichteten Korps und Burschenschaften der radikalen völkischen und antisemitischen Bewegung der Weimarer Republik. In seiner Zeit in Berlin und Göttingen trat er dem NS-Studentenbund bei. Ein Studium schloss er nicht ab.

### Zeit des Nationalsozialismus und militärische Karriere
Zu Beginn der Zeit des Nationalsozialismus leitete er für die deutsche Studentenschaft in Königsberg das Amt für politische Erziehung. Zum 1. Mai 1937 trat Looß der NSDAP bei (Mitgliedsnummer 4.863.389). Seit 1933 gehörte er der Schutzstaffel an (SS-Nr. 84.617). Er betätigte sich als Schulungs- und Propagandaredner.
1935 wurde er in seiner Heimatstadt Eisenach zum Leiter des Amts für Volksgesundheit der NSDAP ernannt. Damals war er 25 Jahre alt. In Eisenach trat er am 30. Januar 1935 aus der Evangelischen Kirche aus und stellte sich der Deutschen Glaubensbewegung als Redner zur Verfügung. Als diese Bewegung eingeschränkt wurde, zog er sich zurück und wurde als hauptamtlicher Mitarbeiter des SD-Sicherheitsdienst Nord angestellt, wo er als antichristlicher Redner agierte.
Seine Berufung zum SS-Untersturmführer ins SD-Amt in Berlin erfolgte am 9. November 1937. Wahrscheinlich über den Geschäftsführer dieser Gemeinschaft Paul Zapp kam er zum SD. Nach seinem Wechsel ins SD-Hauptamt oblag ihm der Bereich politischer Katholizismus und Kirchenfragen. In Religionsfragen äußerte er sich Jahr 1938 im sogenannten Kirchenkampf um Thüringen mit einem offenen Brief und im gleichen Jahr auch in seinen völkischen Schriften „Fest- und Feiergestaltung im deutschen Raum“ und „Der Glaube des deutschen Arbeiters“.
Nach Beginn des Zweiten Weltkrieges war er in führender Position im Reichssicherheitshauptamt in der Abteilung VI E (weltanschaulich-politische Gegner im Ausland) tätig.
Ab August 1942 wurde er zum Polizeiattaché Herbert Kappler als Hauptbeauftragter des SD-Amts IV nach Rom versetzt und hatte ein Büro in der Deutschen Botschaft. Er sollte Kontakte auch zum Vatikan knüpfen und Informationen sammeln. Es ist zu vermuten, dass Looß im Vatikan als Kirchenreferent des RSHA bekannt war und deshalb seinem Auftrag nicht gerecht werden konnte.
Ab Dezember 1942 wurde Looß zum Befehlshaber der Sicherheitspolizei und des SD in Kiew abkommandiert. Von Februar bis Mai 1943 war er erst dem Kommandeur des SD in Charkow und dann dem in Dnjepropetrowsk unterstellt, bevor er im Mai 1943 nach Smolensk beordert wurde. Anschließend übernahm er bis 31. Mai 1944 die Führung des Sonderkommandos 7a der Einsatzgruppe B. Nach dem Scheitern des Unternehmens Zitadelle setzte sich das Sonderkommando 7a in Richtung Westen ab. Im September war es mit dem Sonderkommando 7c an der Ermordung von etwa 700 Menschen, überwiegend arbeitsunfähige Zivilisten, Frauen und Kinder im Gefängnis von Roslawl beteiligt. Vom Spätherbst 1943 an befand sich das von Looß geführte Sonderkommando 7a zur Partisanenbekämpfung in Bobruisk in Belarus. Dabei führte ein extra aufgestelltes „Bandenjagdkommando“ „Säuberungsaktionen“ durch, bei denen zahlreiche Zivilisten erschossen oder in ihren Häusern verbrannt wurden. Laut der in den 1960er Jahren erfolgten staatsanwaltschaftlichen Ermittlungen gegen Looß soll es sich um viele Hundert Tote gehandelt haben, Juden wie Nichtjuden, Partisanen, Zivilisten, Frauen und Kinder. Ab März 1944 wurde auch das vom Sonderkommando in Bobruisk eingerichtete Gefängnis regelmäßig durch Massenerschießungen geleert. Im Frühjahr 1944 war das Sonderkommando für die Verschleppung von mindestens 40.000 als „unnütze Esser“ eingestufte Zivilisten in das Todeslager Osaritschi verantwortlich. Im Juni 1944 wurde er hier von Gerhard Bast (1911–1947) abgelöst.
Im Juli 1944 wurde Looß zur 16. SS-Panzergrenadier-Division „Reichsführer SS“ nach Italien abkommandiert, welche die Gotenlinie mitverteidigte. In dieser SS-Division war er für die „Bandenbekämpfung“ im rückwärtigen Heeresgebiet zuständig, die ein Kampf gegen die Zivilbevölkerung war. Der Kommandeur der Division, SS-Gruppenführer Max Simon, beauftragte ihn im August 1944 mit der Planung einer Partisanenbekämpfung. Dieses Konzept arbeitete er generalstabsmäßig und detailliert aus und wurde damit maßgeblich für den Tod von Zivilisten im Massaker von Fivizzano, Massaker von Sant’Anna di Stazzema und weiteren Massakern in Italien verantwortlich. Ausgeführt wurden die genannten Massaker in Italien durch den SS-Sturmbannführer Walter Reder.

### Leben nach 1945
Nach Kriegsende gelang es Looß unterzutauchen. Er legte sich eine neue Identität zu und lebte ab Sommer 1945 unter dem Namen Helmut Gessert, dem Familiennamen seiner Mutter, in Wesermünde.
Bei seiner Entnazifizierung behauptete er, aufgrund einer sich 1939 zugezogenen Verletzung, für den Dienst an der Front als untauglich eingestuft worden zu sein. Er sei außerdem nie Mitglied der NSDAP oder der SS gewesen. Vielmehr erklärte er, bei Paul Schultze-Naumburg angestellt und während des Krieges mit dem Ordnen der Arbeiten von Schultze-Naumburg beschäftigt gewesen zu sein. Als Referenzen gab er geschickt Personen und Orte an, die sich alle in der sowjetischen Besatzungszone aufhielten bzw. lagen und deshalb nur schwer zu überprüfen waren.
Von 1946 bis 1947 besuchte Helmut Looß, alias Helmut Gessert, einen Kurs für angehende Volksschullehrer am pädagogischen Seminar in Bremen. Bereits ab dem 20. Januar 1948 hielt er eine an zehn Abenden stattgefundene Veranstaltung zum Thema „Blick in die Zukunft“ an der Volkshochschule Bremen-Blumenthal ab. Nach dem Diplom von 1948 wurde er sofort als Aushilfslehrer angestellt und 1952 in den Schuldienst übernommen.
In der Zwischenzeit waren die Strafverfolgungsbehörden in den Kriegsverbrecherprozessen in Italien gegen Max Simon und später gegen Walter Reder auf ihn aufmerksam geworden. Trotz schwerwiegender Beschuldigungen entging er einer Anklage, da er laut Zeugenaussagen bei Kriegsende umgekommen war und man den Wahrheitsgehalt dieser Aussage nicht weiter überprüfte.
Seine wahre Identität gab er erst 1954 in einem Schreiben an den damaligen Bremer Bildungssenator Willy Dehnkamp preis. Die in der Folge angestellten Nachforschungen über seine Vergangenheit beim RSHA belasteten ihn nicht weiter, der er aus seiner Biografie die "belasteten Zeiten" geschickt ausblendete. Da keine weiteren Nachprüfungen seiner Aussagen erfolgten, konnten auch keine weiteren disziplinarischen Schritte von der Hansestadt eingeleitet werden. Lediglich sein Nachname wurde in seiner Personalakte auf „Looss“ umgeändert. Bereits 1960 erfolgten durch die Kriminalpolizei in Bremen erste Verhöre, die aber eher orientierungsmäßigen Charakter hatten. Selbst bei weiteren Vernehmungen 1964 und 1965 konnte Looß geschickt auf andere Aspekte seiner beruflichen Entwicklung hinführen und vom eigentlichen strafrechtlich relevanten Zeitraum ablenken.
In der Folge war er weiter als Lehrer in einer Schule in Bremen im Stadtteil Horn tätig. 1961 kandidierte er erfolglos bei der Bundestagswahl für die FDP. Erst Ende der 1960er Jahre wurde er beurlaubt, als die deutschen Strafverfolgungsbehörden begannen, sich für ihn wegen seiner Aktivitäten an der Ostfront zu interessieren. 1968 wurde er zu den Ereignissen als Leiter des Sonderkommandos 7a von der Staatsanwaltschaft Bremen verhört. Das Landgericht Bremen setzte 1969 die Verfolgung wegen Verjährung aus, obwohl seine Beteiligung an der rechtswidrigen Tötung einer großen Anzahl von Menschen als erwiesen betrachtet wurde. Einem von ihm eingebrachten Rekurs gegen seine Beurlaubung wurde nicht stattgegeben. Er verstarb 1988, ohne dass jemals Anklage gegen ihn erhoben worden war.

### Charakter
Der Historiker Carlo Gentile beschreibt Helmut Looß hinsichtlich seiner militärischen Tätigkeit als einen „Intellektuellen im [sogenannten] ‚Bandenkampf‘“. Der Divisionskommandeur der 16. SS-Panzergrenadier-Division Max Simon setzte ihn als Ic-Offizier ein, der für die Feindlage und Partisanenbekämpfung zuständig war. Dabei griff Looß auf seine Erfahrungen als Offizier zurück, der das SD-Sonderkommando in der Ukraine und in Belarus den Jahren 1943 bis 1944 führte. Seine brutalen und grausamen Methoden von dort, geprägt vom NS-Weltanschauungskrieg, führte er in die 16. SS-Panzergrenadier-Division ab Juli 1944 ein.